# ابوتراب خواجه‌نوری
میرزا ابوترابخان خواجه‌نوری ملقب به نظم‌الدوله (۱۲۳۷–۱۶ مهر ۱۳۰۶) مقام‌دار و مترجم ایرانی دورهٔ قاجاری بود.

## زندگی
ابوتراب بن حبیب‌الله در سال ۱۲۳۷ش/۱۸۵۸م زاده شد. از خاندان خواجه‌نوری بود و نسب‌نامهٔ پدری‌اش حبیب‌الله پسر فتح‌الله لشگرنویس‌باشی (برادر آقاخان نوری) پسر اسدالله خان وزیرلشکر می‌باشد. نخست در تبریز در مکتبی ویژه، همدرس مظفرالدین میرزا بوده. فرانسوی فراگرفت و پس از بازگشت از تبریز، به سمت مترجمی و معاونت کنت دو منت فرت، رئیس شهربانی منصوب گردید و چهارده‌سال مترجم بود. به هنگام سلطنت مظفرالدین شاه خانه‌نشین بود و مدتی نیز در کاشان در تبعید به سر برد.

پس از مشروطیت به چند منصب اداری-سیاسی منصوب شد و تا کودتای ۳ اسفند ۱۲۹۹ مشغول به فعالیت بود؛ از جمله به ریاست نظمیهٔ تهران رسید، نظم‌الدوله لقب گرفت و بازجوی (مستنطق) میرزا رضا کرمانی در پی ترور ناصرالدین شاه قاجار بود. سپس بقیهٔ عمر را در سوهانک در باغ خود منزوی شد.

خواجه‌نوری در ۶ مهر ۱۳۰۶/ ۱۶ اکتبر ۱۹۲۷ در سوهانک شمیران درگذشت.

## زندگی شخصی
ابوتراب خواجه‌نوری با عفت‌الدوله (ثانی، از خاندان خود)، دختر یوسف‌خان سرتیپ و خواهرزاده ناصرالدین شاه ازدواج نمود؛ پنج فرزند داشت، سه دختر و دو پسر. دخترانش عفت‌الملوک، اشرف‌الملوک و شوکت‌الملوک نام داشتند.

## آثار
- تاریخ ماری استوارت: دو جلد.
- سرگذشت کنتس دوباری
- سرگذشت بارون تاورنیه
- تاریخ ایرانیان: از دوگوبینیو.
- دوره جنایات نامی
- مسئلهٔ مشرق زمین
- تاریخ جمهوری روم